# Ihor Kolomoyskyi
Ihor Valeriyovych Kolomoyskyi (tiếng Ukraina: Ігор Валерійович Коломойський; tiếng Nga: Игорь Валерьевич Коломойский, Igor Kolomoisky; sinh ngày 13, tháng 2 năm 1963) là một doanh nghiệp người Ukraina gốc Do thái và là cựu tỉnh trưởng của Dnipropetrovsk (tỉnh).
Với tư cách là một tỷ phú, Kolomoyskyi được Forbes (vào năm 2011) xếp hạng là người giàu thứ 3 sau Rinat Akhmetov và Viktor Pinchuk từ năm 2006 và là người giàu thứ 377 trên toàn thế giới  Theo tạp chí Forbes, tài sản ông ta vào khoảng 3 tỷ USD, trong khi tờ báo Korrespondent cho là vào khoảng 6 tỷ USD. Ông là một trong những người thành lập và làm chủ nhà băng PrivatBank, nhà băng lớn nhất Ukraina. Kolomoyskyi là đối tác lãnh đạo của tập đoàn Privat Group, kiểm soát một phần kỹ nghệ thép, dầu hỏa, hóa học, nhiên liệu và thực phẩm Ukraina và là chủ tịch trên thực tế của FC Dnipro Dnipropetrovsk.

## Tỉnh trưởngDnipropetrovsk
Vào ngày 2 tháng 3 năm 2014, Kolomoyskyi được tổng thống tạm thời Oleksandr Turchynov phong làm tỉnh trưởng quê hương của ông, Dnepropetrowsk. Theo bình luận của báo chí việc phong chức này là một tín hiệu gởi tới người dân ở miền Đông và chính phủ Nga, về việc nhóm lãnh đạo Ukraina lâm thời bị cho là phát xít hay có khuynh hướng bài người gốc Do thái. Trong buổi họp báo nhậm chức, Kolomojskyj đã cho là Putin bị tâm thần phân liệt Putin đã gọi Kolomojskyj nhân một cuộc họp báo 2 ngày sau đó là một kẻ lừa đảo và đểu cáng. Vào ngày 6 tháng 3 năm 2014 chi nhánh của PrivatBank ở Moskva bị chính phủ Nga quản lý.
Với chức vụ tỉnh trưởng thỉnh thoảng ông ta phải bỏ một phần tiền túi để trả lương cho các nhân viên nhà nước cũng như việc tiếp tế cho quân đội ở Dnepropetrowsk. Trong khuôn khổ các cuộc chiến đấu trong cuộc khủng hoảng tại Ukraina 2014 Kolomojskyj tuyên bố, tiền thưởng cho mỗi người ly khai thân Nga bị bắt được là 10.000 US-Dollar. Giữa tháng 4 năm 2014 Kolomojskyj cho biết là đã thành lập lực lượng đặc biệt "Dnepr".